# Walther Wever (General)

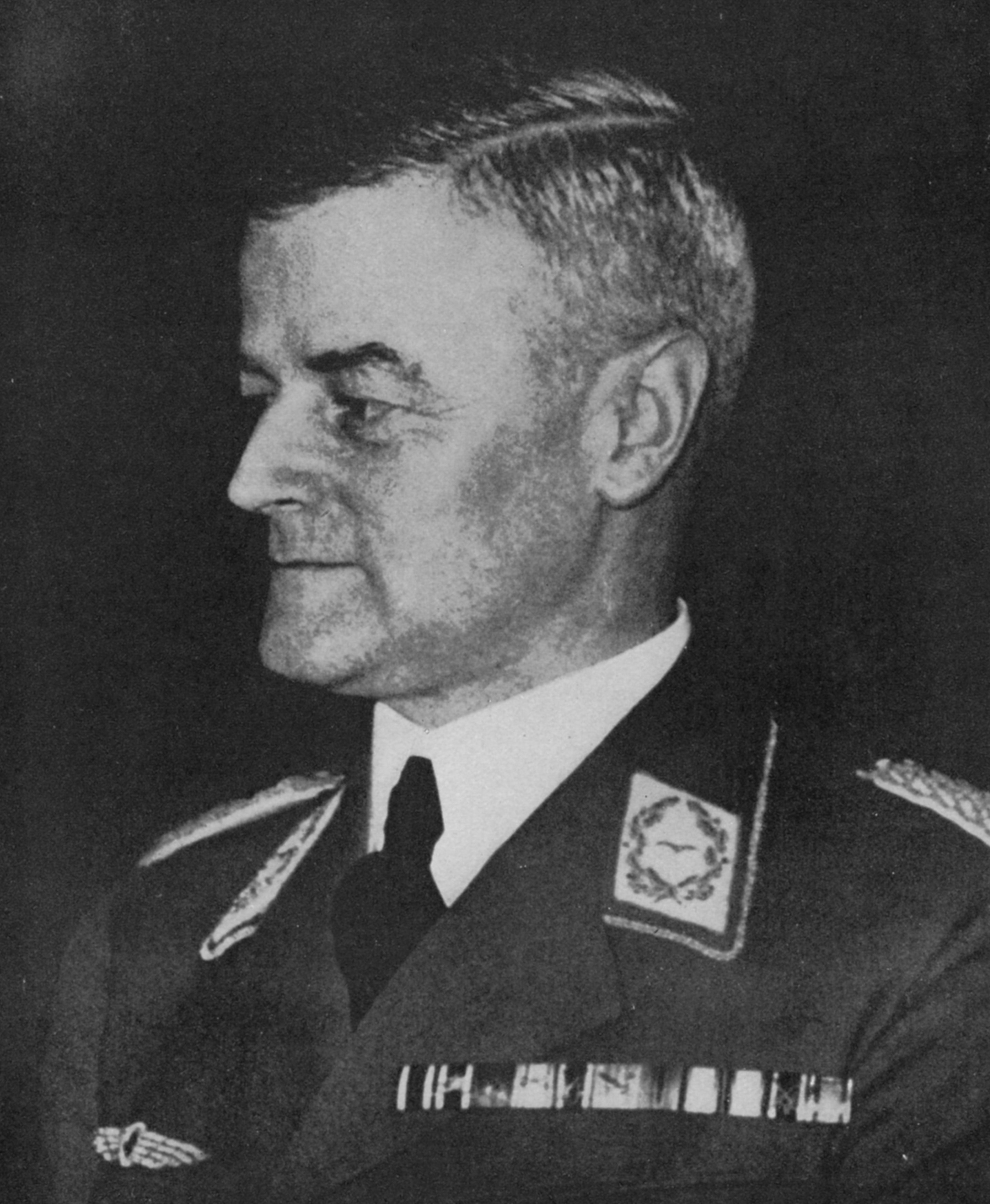
Walther Wever

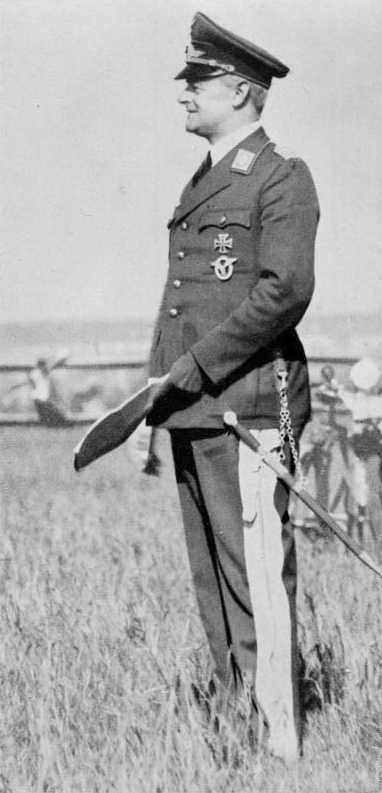
Walther Wever 1934

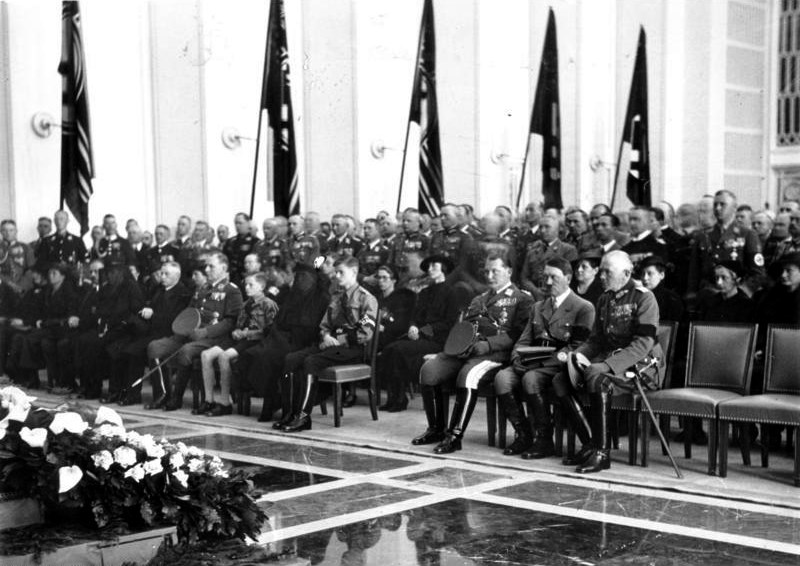
Trauerfeier für Walther Wever im Festsaal des Reichsluftfahrtministeriums

Walther Wever (* 11. November 1887 in Wilhelmsort, Kreis Bromberg; † 3. Juni 1936 in Klotzsche) war ein deutscher Generalleutnant und Chef des Generalstabes der Luftwaffe der Wehrmacht. 

## Leben
Wever war der Enkel des preußischen Generalstaatsanwalts Georg Carl Wever und Sohn des späteren Direktors der Deutschen Ansiedlungsbank Arnold Wever.
Nach seinem Abitur am Gymnasium Steglitz trat Wever 1905 in Schweidnitz in die preußische Armee ein. 1906 wurde er zum Leutnant und 1914 zum Oberleutnant befördert. Wever wurde im Ersten Weltkrieg Ende Dezember 1914 Adjutant der 21. Infanterie-Brigade und im Juni 1915 zum Hauptmann befördert. Seit Juli 1915 wirkte er in verschiedenen Generalstäben der Truppe. Er hatte dabei das Konzept der sogenannten „flexiblen Vorfeldverteidigung“ entwickelt, mit dem die deutschen Truppen lange dem zunehmenden Druck der Alliierten standhielten. Er wurde im Herbst 1917 in die Operationsabteilung der Obersten Heeresleitung zu Generalfeldmarschall Paul von Hindenburg versetzt. Er war persönlich anwesend, als sich Kaiser Wilhelm II. zum Thronverzicht entschloss. Er war auch einer derjenigen, die dem Kaiser bestätigten, dass zur Vermeidung weiteren Blutvergießens die Fahrt ins holländische Exil erforderlich sei.
1919 erhielt er zunächst von Hindenburg den Auftrag, die Memoiren Erich Ludendorffs zu redigieren. Anschließend wechselte er in den Generalstab des Gruppenkommandos I in Berlin. Wever setzte sich als einer der ersten öffentlich dafür ein, dass die Offiziere nun in gleicher Hingabe den demokratisch gewählten Machthabern der Weimarer Republik dienen sollten wie bisher dem Kaiser. Er wurde im Oktober 1921 als erster Nicht-Bayer in den Generalstab der 7. Division in München versetzt. Von 1924 bis 1927 war er Chef einer Kompanie. 1926 erfolgte seine Beförderung zum Major. Seit Februar 1927 war er Referent in der Heeres-Abteilung des Truppenamts. Er wurde 1929 Bataillonskommandeur, 1930 Oberstleutnant, seit 1932 Leiter der Heeres-Ausbildungsabteilung im Truppenamt und 1933 Oberst.
Seit dem 1. September 1933 übernahm er im neu geschaffenen Reichsluftfahrtministerium die Leitung des Luftkommandoamtes und wurde im Oktober 1934 zum Generalmajor ernannt. Mit der Einführung der allgemeinen Wehrpflicht im März 1935 wurde seine Funktion als Chef des Generalstabes der Luftwaffe offenkundig. Er wurde im April 1936 Generalleutnant.
Als erstem Generalstabschef der Luftwaffe kam Wever damit die Aufgabe zu, in Anlehnung an die Ideen Douhets die Grundsätze der strategischen wie auch taktischen Luftkriegführung zu entwickeln und die technischen Vorgaben für den Bau moderner Flugzeuge festzulegen. Um die strategische Bedeutung der Luftwaffe zu unterstreichen, ließ er neben Stukas, Jagdflugzeugen und kleineren Bombern auch viermotorige Bomber entwickeln, die er Uralbomber (Ju 89 und Do 19) nannte. Nach neueren Forschungen ließ er dieses Projekt jedoch wenige Wochen vor seinem Tod stoppen, als ihm immer klarer wurde, dass sich das Regime auf Kriegskurs befand.
Zusammen mit Werner von Blomberg setzte Wever 1935 die Eröffnung der Wehrmachtakademie beim Reichswehrministerium durch, in der in einjährigen Kursen ausgewählte Mitarbeiter in Strategie, Kriegsvolkswirtschaft und Politik geschult wurden. Nach seinem Tod und der Entlassung Blombergs wurde sie auf Betreiben Hermann Görings wieder geschlossen.

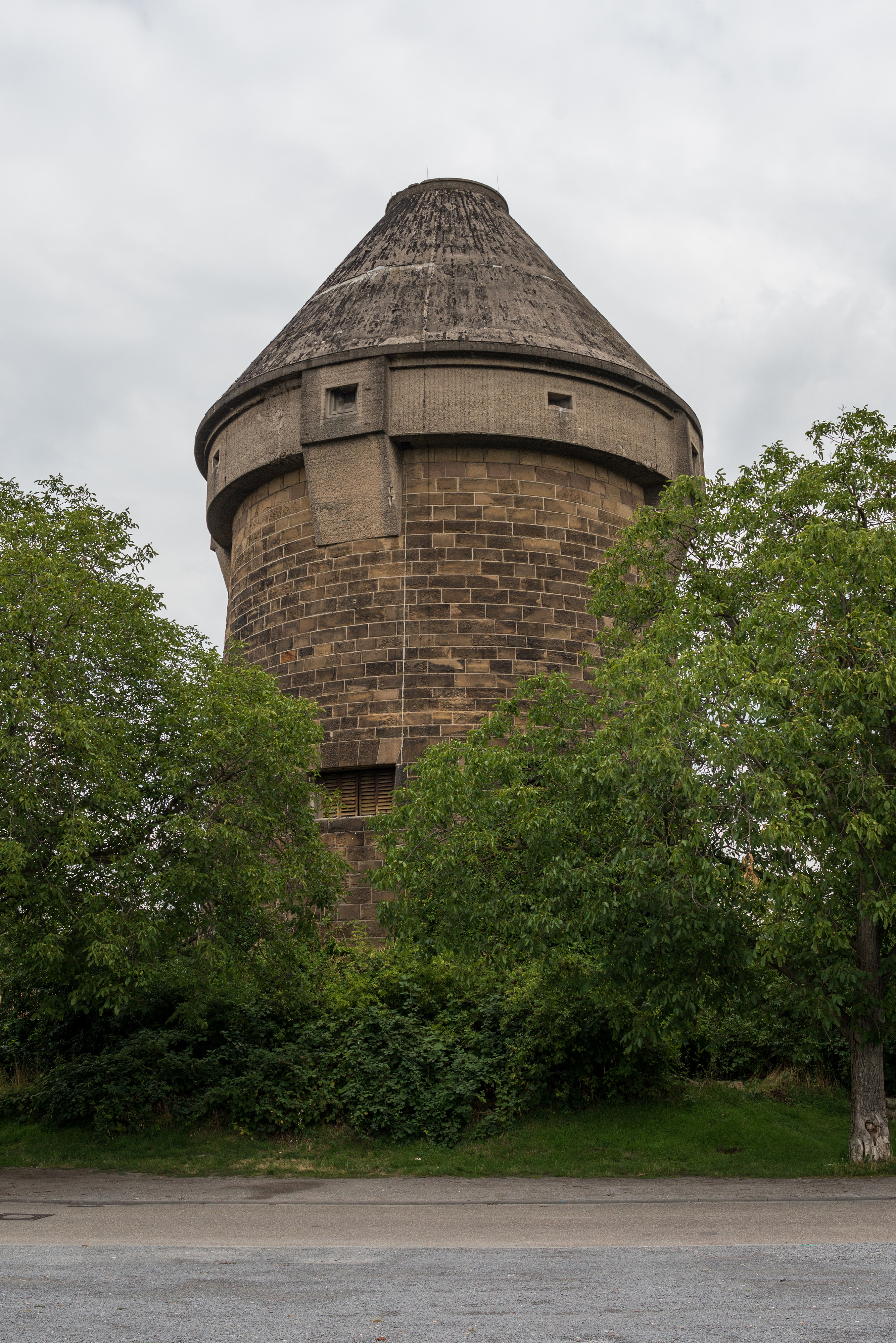
General-Wever-Turm (heute Theresienturm) in Heilbronn

Nach Wever wurde am 6. Juni 1936 das „Geschwader General Wever“, dem die Kampfgeschwader Gotha, 253 und 4 angehörten, die „General-Wever-Kasernen“ in Hannover, München (bis 2011: Bayern-Kaserne), in Potsdam-Eiche und in Rheine sowie ein Hochbunker in Heilbronn benannt. Der Turm wie auch mehrere Straßen trugen oder tragen seinen Namen.
Er heiratete 1920 Hertha Suadicani, Tochter des Geheimen Regierungs- und Oberbaurats Waldemar Suadicani, dem Erbauer mehrerer Berliner Bahnhöfe und der Berliner Stadtbahn, und seiner Frau Alice, geb. Payne. Seine beiden Söhne Günther Wever (1920–2004) und Walther W. Wever (1923–1945) waren im Zweiten Weltkrieg Luftwaffenoffiziere. Sein Sohn Walther fiel als Jagdflieger.

## Wevers Tod
Wever stand eine Dienstmaschine vom Typ Heinkel He 70 zur Verfügung. Obgleich er über einen eigenen Piloten hätte verfügen können, bevorzugte er es, sich selbst ans Steuer zu setzen. Am 3. Juni 1936 wollten er und ein Flugingenieur von Dresden nach Berlin fliegen, um dort rechtzeitig beim Staatsbegräbnis des ehemaligen Generals der Infanterie und NSDAP-Politikers Karl Litzmann, der Ende Mai verstorben war, anwesend sein zu können. Der Aufbruch fand unter Zeitverzögerung (Wever hatte zuvor in Dresden einen Vortrag gehalten, welcher länger als geplant gedauert hatte) und großer Hektik statt. Vor dem Start wurden die notwendigen Überprüfungen an der He 70 nicht durchgeführt, und der Start erfolgte sehr überhastet.
Kurz nach dem Abheben senkte sich die linke Tragfläche der Maschine, und das Flugzeug drehte sich auf den Rücken. Unkontrollierbar schlug das Flugzeug kurz hinter der Startbahn auf einem nahen Feld auf. Da die Maschine in Rückenlage aufschlug (somit also die Pilotenkanzel zuerst den Boden berührte), hatten Wever und sein Begleiter keine Überlebenschance; sie starben sofort beim Aufprall. Eine nachfolgende Untersuchung der Trümmerreste ergab, dass die Sicherungsstifte, die am Boden die Querruder fixierten, vor dem Start nicht entfernt worden waren. Wever hatte somit keine Möglichkeit gehabt, die Maschine in der Luft um ihre Längsachse zu stabilisieren. Dieses tragische Versäumnis, das sehr wahrscheinlich auf den hastigen Aufbruch zurückgeführt werden kann, hatte für die Wartungsmannschaften am Boden keine Konsequenzen, da sie nur Wevers Anordnungen bezüglich eines raschen Starts nachgekommen waren.

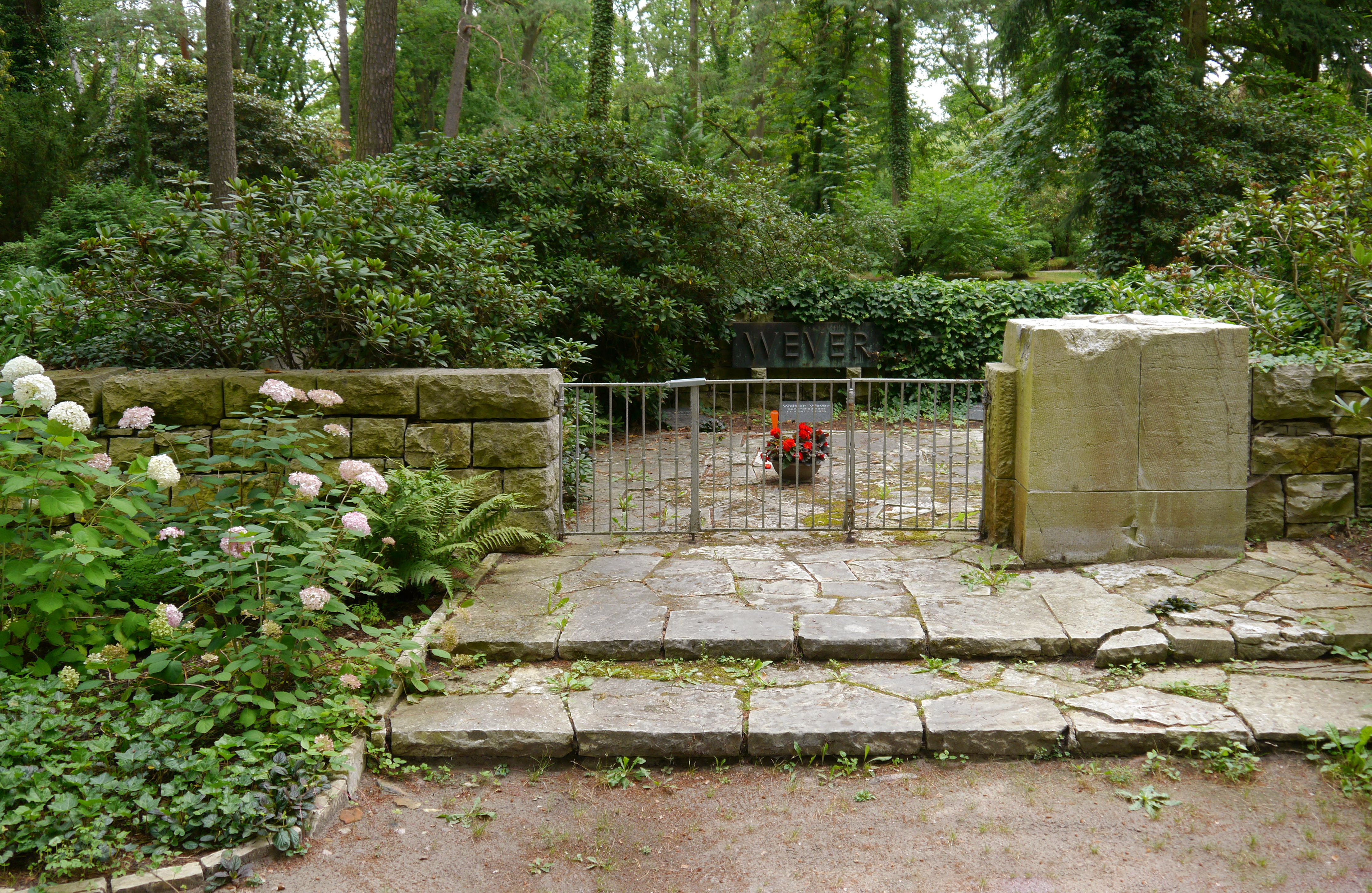
Grabstätte auf dem Waldfriedhof Kleinmachnow

Die Beerdigung am 6. Juni 1936 auf dem Waldfriedhof Kleinmachnow wurde aufwendig inszeniert; Wevers Witwe wurde von Göring geführt.

## Kontext: Aufrüstung der Luftwaffe
Ab 1933 wurde die Luftwaffe massiv aufgerüstet.
Trotz der Schwierigkeiten, die der schnelle Aufbau mit sich brachte, waren die Jahre 1933 bis 1936 durch eine effektive Zusammenarbeit der führenden Männer im Reichsluftfahrtministerium geprägt; der mit Ämtern überhäufte Göring ließ seinen Mitarbeitern Erhard Milch, Wilhelm Wimmer und Walther Wever größtenteils freie Hand. Die Luftrüstung dieser Jahre berücksichtigte (mehr als bei Heer und Marine) wirtschaftliche Faktoren (Kosten, Produktionskapazitäten u. Ä.) der Rüstung. Rüstungsschwerpunkt waren taktische Bomber; daneben erkannte man die Bedeutung der strategischen Einsatzmöglichkeiten (Wever als Chef des Luftkommandoamtes erklärte 1935 in seiner »Vorschrift zur Luftkriegführung«, dass die Aufgaben der Luftwaffe in der Offensive gegen die „Kampfkraft des Gegners, also gegen die feindliche Luftwaffe und dann gegen die Kraftquellen der feindlichen Armee“ liegen, und ließ deswegen Richtlinien für die weitere Entwicklung eines strategischen Bombers erstellen).
Nach Wevers Tod bestimmte Göring Generalleutnant Albert Kesselring zu dessen Nachfolger. Gleichzeitig wurde der Generalstab nun Göring direkt unterstellt.
Damit wurde die Position von Milch als stellvertretender OB der Luftwaffe im täglichen Dienstgeschäft faktisch beendet; er sprang in dieser Funktion nur noch in echten Bedarfsfällen für Göring ein.
Göring mischte sich ab 1936 stärker in die Amtsgeschäfte ein und begann, die drei höchsten Luftwaffenoffiziere gegeneinander auszuspielen.

## Auszeichnungen
- Eisernes Kreuz (1914) II. und I. Klasse[7]
- Ritterkreuz des Königlichen Hausordens von Hohenzollern mit Schwertern[7]
- Bayerischer Militärverdienstorden IV. Klasse mit Schwertern[7]
- Ritterkreuz I. Klasse des Albrechts-Ordens mit Schwertern[7]
- Ritterkreuz I. Klasse des Friedrichs-Ordens[7]
- Mecklenburgisches Militärverdienstkreuz II. Klasse[7]
- Mecklenburgisches Kreuz für Auszeichnung im Kriege II. Klasse[7]
- Braunschweiger Kriegsverdienstkreuz II. und I. Klasse[7]
- Ritterkreuz II. Klasse des Sachsen-Ernestinischen Hausordens[7]
- Österreichisches Militärverdienstkreuz III. Klasse mit der Kriegsdekoration[7]
- Eiserner Halbmond[7]
- Flugzeugführer- und Beobachterabzeichen in Gold mit Brillanten am 11. November 1935[8]

## Ehrungen
In Berlin gibt es eine Weverstraße, in der Wilhelmstadt, einem Ortsteil von Spandau. Die „General-Wever-Straße“ in Hannovers Stadtteil Sahlkamp wurde im September 2021 in „Ada-Lessing-Straße“ umbenannt.

## Sonstiges
Zum Stab von General Walther Wever zum Aufbau eines strategischen Bomberkommandos gehörte Josef Kammhuber (1896–1986). Kammhuber wurde nach dem Krieg Inspekteur der Luftwaffe der Bundeswehr.